# Castillo de Aguas Mansas
El denominado castillo de Aguas Mansas es un magnífico castillo medieval en excelente estado de conservación ubicado en el término municipal de Agoncillo en La Rioja (España), España. Fue construido durante los siglos XIII y XIV.
El escudo de la Casa de los Medrano con la Cruz de Calatrava aparece en la portada situada en su fachada oriental, signo de su señorío y propiedad histórica más reciente.
El conjunto monumental está actualmente ocupado por el Ayuntamiento, Biblioteca y otras dependencias municipales de la villa de Agoncillo y puede visitarse -siempre reservando las citadas dependencias- en los días y horarios laborables de esta administración.

## Historia
En la Crónica albeldense se habla de la conquista de un castillo musulmán en esta plaza por parte de Sancho Garcés, rey de Pamplona a principios del siglo X. Posteriormente en diversos documentos de los siglos XI y XII se hace referencia a una fortaleza denominada Aguas Mansas o Aguas Muertas y se pone en relieve la calidad de sus defensas. Tal vez por esa razón fue plaza codiciada y en 1191, Alfonso VIII llegó un acuerdo con Pedro y Gómez García sobre el señorío del castillo y sus tierras circundantes.
En 1337 Rodrigo Alfonso de Medrano, ballestero de Alfonso XI, compró la villa y el castillo y comenzó a realizar diversas reformas que convirtieron a la fortaleza en un castillo muy al estilo del siglo XIV. En su testamento de 1345 dejó constancia de haber gastado mucho dinero en "...fazer el castillo e la villa". Durante las batallas entre Pedro el Cruel y Enrique de Trastámara, el castillo pasó a manos de Carlos II de Navarra, aunque por poco tiempo. En 1392 su dueño era Rodrigo Alfonso de Algoncillo (sic.) quien lo legó a su sobrino Diego López de Medrano y a su descendencia, los condes de Siruela quienes lo habitaron hasta el siglo XIX.

## Arquitectura

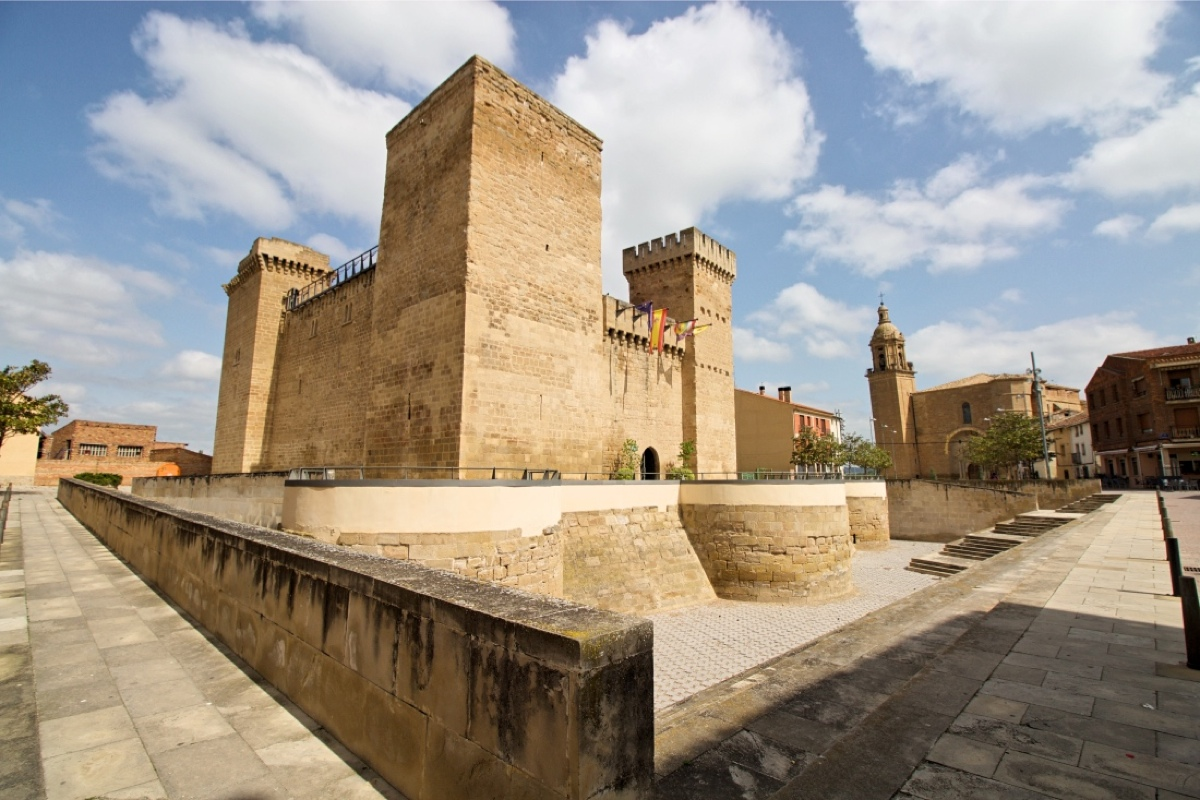
Castillo de Aguas Mansas en La Rioja

La planta del castillo es prácticamente rectangular con cuatro torres con forma de prisma en cada esquina que aún conservan sus matacanes. Construido en sillería y en dos etapas, una primera a mediados del siglo XIV sobre una construcción anterior y otra a fines del siglo XV. Nada más entrar a la izquierda se encuentra la torre del homenaje que es la torre más alta con cuatro plantas con bóvedas de cañón apuntado, a esta se accede por una puerta de arco apuntado. La torre más pequeña, denominada de las palomas, cubre los pisos con madereos equidistantes que reposan en ménsulas y conserva en buen estado algún modillón que sostenía el matacán.
El patio de armas, rehabilitado en el siglo XVI, tiene forma aclaustrada, está construido a dos alturas y la galería de la planta principal se sostiene sobre arcos de medio punto.
En 1990 se procedió a realizar una restauración integral, eliminando algunas estancias utilitarias creadas en los siglos XVIII y XIX devolviéndole su antigua apariencia.